# Anita Rottmüller-Wörner
Anita Wörner (Eisenberg, 24 februari 1942) is een atleet uit Duitsland.
Op de Olympische Zomerspelen van Tokio in 1964 liep Wörner de 800 meter voor het Duitse eenheidsteam.
Wörner huwde Helmut Rottmüller, samen hebben ze een sportwinkel in Neuhofen. Hun dochter Jutta Rottmüller is speerwerper.